# Bothrops
Bothrops je rod zmijovitých hadů z podčeledi chřestýšovitých, endemicky se vyskytující ve střední a Jižní Americe. Česky se rod i všechny jeho druhy označují pod názvem křovinář. Vědecký název Bothrops pochází z řečtiny a znamená "jamkový obličej". Tento název odkazuje na tepločivné jamky, jimiž jsou všichni hadi rodu vybaveni.

## Taxonomie
Herpetologové rozeznávají v současnosti 45 jednotlivých druhů rodu Bothrops:
- Bothrops alcatraz
- Bothrops alternatus
- Bothrops ammodytoides (křovinář růžkatý)
- Bothrops asper (křovinář aksamitový)
- Bothrops atrox (křovinář sametový)
- Bothrops ayerbei
- Bothrops barnetti
- Bothrops bilineatus
- Bothrops brazili (křovinář brazilský)
- Bothrops campbelli
- Bothrops caribbaeus
- Bothrops chloromelas
- Bothrops cotiara
- Bothrops diporus
- Bothrops erythromelas
- Bothrops fonsecai
- Bothrops iglesiasi
- Bothrops insularis (křovinář ostrovní)
- Bothrops itapetiningae
- Bothrops jararaca (křovinář žararaka)
- Bothrops jararacusu (křovinář žararakusu)
- Bothrops jonathani
- Bothrops lanceolatus
- Bothrops leucurus
- Bothrops maraojensis
- Bothrops marmoratus
- Bothrops mattogrossensis
- Bothrops medusa
- Bothrops monsignifer
- Bothrops moojeni
- Bothrops neuwiedi (křovinář Neuwiedův)
- Bothrops oligolepis
- Bothrops osbornei
- Bothrops ottavioi
- Bothrops pauloensis
- Bothrops pictus
- Bothrops pirajai
- Bothrops pubescens
- Bothrops pulcher
- Bothrops punctatus
- Bothrops sanctaecrucis
- Bothrops sazimai
- Bothrops sonene
- Bothrops taeniatus
- Bothrops venezuelensis (křovinář venezuelský)